# Dianus-Trikont-Verlag
Der Dianus-Trikont-Verlag entstand aus einer Umbenennung des Trikont-Verlag. Das Verlagsprogramm präsentierte die Alternativkultur Ende der 1970er bis Mitte der 1980er Jahre, die später unter dem Namen New Age bekannt wurde. Verleger des Dianus-Trikont-Verlages waren Herbert Röttgen und die französische Schriftstellerin Christiane Singer.

## Die Anfänge
1977 publizierte Röttgen im eigenen Trikont-Verlag eine selbst verfasste Kritik des linksradikalen und alternativen Milieus mit dem Titel Vulkantänze – linke und alternative Ausgänge. Der Text, der eine heftige Kontroverse in der Linken auslöste, war das Resultat einer Entwicklung in der damaligen Sub- und Protestkultur der 68er-Bewegung, die später als New Age bekannt wurde und die, zumindest in der ersten Phase, damit experimentierte, politische und gesellschaftliche Inhalte mit einem radikalen, persönlichen Bewusstseinswandel zu kombinieren. „Im deutschsprachigen Raum verkündete 1978 ein Büchlein unter dem Titel Vulkantänze den intellektuellen Schwenk in das Wassermannszeitalter.“ (Adolf Holl) Röttgen und Singer entwickelten ein neues Verlagsprogramm, das die subkulturellen Trends bis in die frühen 80er hinein mitbestimmte.

## Themen
Neben solchen Themen wie Schamanismus und Bewusstseinserweiterung, Neuentdeckung der keltischen Kultur, indianische Spiritualität und Stammesdenken, die alte Lehre der Geomantie (Feng Shui) war der Verlag insbesondere an einem Kulturdiskurs interessiert, der zwischen Religion und Wissenschaft, Imagination und Politik, Symbol und Wirklichkeit, Mythos und Geschichte, Mystik und Sinnlichkeit, Humanismus und Transzendenz, Spiritualität und Alltag, Kritik und Vision Verbindungen herzustellen suchte – alles Gegensatzpaare, die weitgehend als miteinander unvereinbar galten und zwischen denen Brücken hergestellt werden sollten. Hinzu kamen Bücher, die den Dialog zwischen den verschiedenen Religionen und Kulturen förderten. Um diese Wende in der Publikationspolitik anzuzeigen, nannte Verleger Herbert Röttgen den Trikont-Verlag in Dianus-Trikont-Verlag um.
International bekannte Autoren des Verlags aus dieser Zeit waren unter anderen: Theodore Rozsak, Morris Berman, Joseph Campbell, David Steindl Rast, Hazel Hendersen, William I. Thompson, Rolling Thunder, Vine Deloria, David Bohm, Lawrence Durrell sowie der XIV. Dalai Lama mit seinem Buch Logik der Liebe (1985).

## Die 1980er Jahre
In der ersten Hälfte der 1980er Jahre konzipierte und organisierte der Dianus-Trikont-Verlag alleine oder zusammen mit anderen Institutionen einige Aufsehen erregende Veranstaltungen mit prominenten Referenten. Darunter 1982 eine Großveranstaltung („Das Gleichgewicht der Erde“) mit dem XIV. Dalai Lama und Carolyne Tayangyoma auf der Frankfurter Buchmesse; 1982 – „Die alte Wissenschaft der Geomatie“ – Waldviertel; 1984 – „Keltisches Bewusstsein“ – Kongress in Stift Zwettl/Österreich; 1984 – „Andere Wirklichkeiten – Die neue Konvergenz von Naturwissenschaften und spirituellen Traditionen“ – Kongress in Alpbach/Österreich zusammen mit dem Forum International. Referenten: der XIV. Dalai Lama, David Bohm, Fritjof Capra, Francisco Varela, David Steindl Rast, Rupert Sheldrake; 1985 – in München und Frankfurt mehrere öffentliche Meeting-Konferenzen („Metapolitik“) zum Verhältnis von Metaphysik, Mythos, Politik und Wissenschaft u. a. mit Morris Berman, David Steindl Rast, Robert Muller, Hazel Hendersen, William I. Thompson; 1986 einen Kongress ("Raum und Zeit") mit dem XIV. Dalai Lama, Carl Friedrich von Weizsäcker, Raimundo Panikkar, Marie Louise von Franz, Joseph Needham.
Der Trikont-Verlag und später der Dianus-Trikont-Verlag repräsentierten in ihrem gefächerten Publikations- und Veranstaltungs-Spektrum wie kein anderer deutschsprachiger Verlag die Protest- und Alternativ-Bewegung, welche 1968 begann und seit Beginn der 80er Jahre mehr und mehr zur Partei der „Grünen“ mutierte. Nachdem diese linke und spirituelle Subkultur versiegt war und die Programminhalte des Dianus-Trikont-Verlages zur Mainstream-Literatur wurden, schloss auch das engagierte Publikationshaus seine Türen (1986).
Im Juli 1986 meldete der Verlag Konkurs an. Die ehemalige Lektorin Christine Dombrowsky gründete 1991 aus der Konkursmasse das sog. „Archiv 451“. Der Name ist eine Anspielung auf den Truffaut-Film Fahrenheit 451. In dem Archiv sind nach eigenen Angaben durch systematische Ankäufe alle 254 Titel des Verlages inzwischen wieder vorhanden. Zusätzlich gibt es einen Fundus mit Plakaten, Zeitschriften und Grauem Material auch von anderen sozialen und antiautoritären Bewegungen aus München. Dembrowsky will den Verlag »...Trikont nicht zuerst als Esoterikverlag sehen ... sondern in der linken Münchner Tradition von Erich Mühsam und Ernst Toller >politisch, bissig, nachdenklich, intelligent und kompromisslos<« angesiedelt wissen. Im Juli 2010 verstarb Dembrowsky im Alter von nur 59 Jahren. Kurz vor ihrem Tod übergab sie das Archiv noch an das "Archiv der Münchner Arbeiterbewegung".